# Drugstest
Een drugstest is een onderzoek waarmee kan worden vastgesteld of iemand drugs heeft gebruikt. Zo'n onderzoek wordt uitgevoerd wanneer een arts een patiënt verdenkt van het gebruik van drugs. Ook kan een drugstest buiten het ziekenhuis toegepast worden, zoals op de werkplek (bijvoorbeeld de drugtest bij werknemer in België), bij sportactiviteiten, in gevangenissen of bij het vaststellen van iemands doodsoorzaak. Ook kunnen ouders hun kind testen op het gebruik van verdovende middelen.
Voor het onderzoek wordt gebruikgemaakt van urine, haar of speeksel. Of een verdovend middel aantoonbaar is, hangt af van de aard van de drug, het moment van inname, de ingenomen hoeveelheid en het tijdstip waarop urine of speeksel is afgenomen. Afhankelijk van het middel kan drugsgebruik na enkele dagen (heroïne of cocaïne) tot weken (cannabis) nog worden aangetoond. De drugstest bestaat uit een cassette of dip test waaraan enkele druppels urine of speeksel worden toegevoegd. De testen zijn ook verkrijgbaar voor particulier gebruik bij drogist, apotheek of webwinkels.
Vrijwel alle drugssoorten zijn aantoonbaar, waaronder:
- amfetaminen
- cannabinoïden (marihuana, hasjiesj)
- cocaïne
- opiaten (o.a. heroïne en morfine)
- methadon

Dit is een onvolledige opsomming. Vrijwel alle drugs zijn aantoonbaar in urine of speeksel, via een enkele drugstest of via een zogenaamde multidrugstest, die meerdere soorten drugs in een keer kunnen detecteren. Het gebruik van paddo's en GHB kan niet met een drugstest worden bewezen. Inmiddels zijn er wel GHB urine testen beschikbaar. Wel zijn testen beschikbaar waarmee binnen enkele seconden de aanwezigheid van GHB, ketamine, benzodiazepinen (waaronder Flunitrazepam (Rohypnol, "Rooie Knol") in een drankje kan worden vastgesteld.
Ook op het gebruik van alcohol als verdovend middel kan worden getest. Bij een (acute) alcoholintoxicatie kan het alcoholgehalte in het bloed worden vastgesteld. Voor de detectie van langdurig overmatig alcoholgebruik wordt de koolhydraatdeficiënt transferrine (CDT) bepaald.